# Acer paxii
Acer paxii é uma espécie de árvore do gênero Acer, pertencente à família Aceraceae.